# العارضة (الحيمة الخارجية)

تعديل مصدري - تعديل

العارضة هي إحدى قرى عزلة الأعروش بمديرية الحيمة الخارجية التابعة لمحافظة صنعاء، بلغ تعداد سكانها 38 نسمة حسب تعداد اليمن لعام 2004.